# Абдур Рахман Бісвас
Абдур Рахман Бісвас (бенг. আব্দুর রহমান বিশ্বাস) (1 вересня 1926, Барісал — 3 листопада 2017) — президент Бангладеш у 1991—1996 роках.

## Життєпис
Бісвас здобув освіту в Даккському університеті, де вивчав історію і право.
Бісвас обирався до Законодавчих зборів Східного Пакистану 1962 та 1965 років. У 1967 році він представляв Пакистан в Генеральній асамблеї ООН. За результатами загальних виборів 1979 року Бісвас виборов місце у парламенті країни. У жовтні 1991 року він переміг на президентських виборах й очолив країну.